# Jin Mao Tower
Jin Mao Tower (poenostavljeno kitajsko: 金茂大厦; tradicionalno kitajsko: 金茂大廈; pinjin: Jīnmào Dàshà; šanghajsko Cinmeu Dagho; lit. 'Zlata stavba blaginje') znan tudi kot stavba Džinmao ali stolp Džinmao, je 420,5 metra visok 88-nadstropni (93, če štejemo nadstropja v konici) znameniti nebotičnik v Ludžjadzuiju, Pudong, Šanghaj na Kitajskem. Vsebuje nakupovalno središče, pisarne in hotel Grand Hyatt Shanghai, ki se začne od 53. nadstropja; ob dokončanju je bil najvišji hotel na svetu. Skupaj s stolpom Oriental Pearl, svetovnim finančnim centrom v Šanghaju in Šanghajskim stolpom je del obzorja Ludžjadzuija, ki ga vidimo z nabrežja Bunda. V Šanghaju je najvišja stavba Šanghajski stolp, ki meri 632 metrov. Sledijo mu svetovni finančni center v Šanghaju s 492 metri, stolp Oriental Pearl s 468 metri in stolp Jin Mao s 420,5 metra. Čeprav je stolp Jin Mao četrta najvišja stavba po višini, ga pogosto imenujejo tudi tretja najvišja, ker je stolp Oriental Pearl tehnično uvrščen med televizijske in opazovalne stolpe in ne med tradicionalne nebotičnike. Ta razlika pojasnjuje, zakaj nekateri viri navajajo Jin Maa kot tretjo najvišjo stavbo, čeprav je v resnici četrta najvišja struktura.

## Struktura
Stavba stoji na 24.000 m2 velikem zemljišču v bližini postaje podzemne železnice Ludžjadzui in je bila zgrajena po ocenjenih stroških 530 milijonov ameriških dolarjev.
Zasnovalo jo je čikaško podjetje Skidmore, Owings & Merrill (SOM). Njena postmodernistična oblika, katere kompleksnost narašča z vzponom, črpa iz tradicionalne kitajske arhitekture, kot je večplastna pagoda, ki se nežno umika in ustvarja ritmičen vzorec, ko se dviga. Tako kot Petronasova stolpa v Maleziji se tudi razmerja stavbe vrtijo okoli številke 8, ki je v kitajski kulturi povezana z blaginjo. 88 nadstropij (93, če štejemo nadstropja v konici) je razdeljenih na 16 segmentov, od katerih je vsak za 1/8 krajši od 16-nadstropne osnove. Stolp je zgrajen okoli osmerokotne betonske stenske jedrne konstrukcije, obdane z 8 zunanjimi kompozitnimi superstebri in 8 zunanjimi jeklenimi stebri. Trije sklopi osmih dvonadstropnih opornih nosilcev povezujejo stebre z jedrom v šestih nadstropjih in zagotavljajo dodatno oporo.
Temelji temeljijo na 1062 visokozmogljivih jeklenih pilotih, zabitih 83,5 m globoko v zemljo, da bi nadomestili slabe talne razmere v zgornjih plasteh. V času gradnje so bili to najdaljši jekleni piloti, kar jih je bilo kdaj uporabljenih za gradnjo na kopnem. Piloti so prekriti s 4 m debelim betonskim splavom, ki je 19,6 m pod zemljo. Zagatna stena ki obdaja klet je debela 1 m, visoka 36 m in dolga 568 m. Sestavljena je iz 20.500 m3 armiranega betona.
Stavba uporablja napreden konstrukcijski inženirski sistem vetrne in potresne zaščite, ki jo ščiti pred tajfunskimi vetrovi do 200 km/h (zgornji del se ziblje za največ 75 cm) in potresi do 7. stopnje po Richterjevi lestvici. Jekleni jaški imajo strižne spoje, ki delujejo kot amortizerji za ublažitev stranskih sil, ki jih povzročajo vetrovi in potresi. Bazen v 57. nadstropju naj bi deloval tudi kot pasivni blažilec. Zunanja stena je izdelana iz stekla, nerjavečega jekla, aluminija in granita ter je prepredena s kompleksno rešetkasto oblogo iz aluminijevih zlitin.

## Delovanje
Uradna otvoritev je bila 28. avgusta 1998, datum, izbran tudi z mislijo na številko 8. Stavba je bila v celoti operativna leta 1999. Stolp Jin Mao je v lasti podjetja China Jin Mao Group Co. Ltd (prej China Shanghai Foreign Trade Center Co. Ltd). Po poročanju dnevni stroški vzdrževanja znašajo 1 milijon RMB (121.000 USD).
Stavba ima 3 glavne vhode v avlo: dva za pisarniški del in enega za hotel. V kleti so hitra dvigala do razgledne ploščadi in parkirni prostor za 600 vozil in 7500 koles. Skupno 61 dvigal Mitsubishi in 19 tekočih stopnic prevaža obiskovalce po stavbi. Nadstropja 51, 52 in 89–93 so mehanska nadstropja, dostopna le z dvigali za prevoz.

### Stanovalci
V 3-nadstropni kleti je prostor za prehrano, v prvih dveh nadstropjih pa so konferenčni in banketni prostori hotela Hyatt. Prvih šest nadstropij vključuje nakupovalno središče, restavracije in nočne klube, vključno s Pu-J's.
Spodnjih 50 nadstropij (v prvih 4 segmentih stolpa) sestavlja 123.000 m2 pisarn, razdeljenih v 5 dvigalnih con (3-6, 7-17, 18-29, 30-40 in 41-50). Pisarniški prostori so odprtega tlorisa (brez stebrov), z bruto višino od tal do tal 4,0 m in neto višino 2,7 m.

### Grand Hyatt Shanghai
Glavni najemnik stavbe je petzvezdični hotel Grand Hyatt Shanghai s 555 sobami, ki zaseda nadstropja od 53 do 87. Je eden najvišjih hotelov na svetu, drugi v Šanghaju, takoj za sestrskim hotelom Shanghai Park Hyatt, ki zaseda nadstropja od 79. do 93. v sosednjem Šanghajskem svetovnem finančnem centru. Od takrat jih je presegel hotel Ritz-Carlton, Hong Kong, ki zaseda nadstropja od 102 do 118 v Mednarodnem trgovskem centru v Hongkongu. Vendar pa je najvišja stavba, ki se uporablja izključno kot hotel, JW Marriott Marquis Dubai. Poleg tega se po celotni dolžini stolpa do kleti razteza najdaljši žleb za perilo na svetu, ki vključuje odbojnike, ki upočasnjujejo perilo med njegovim spuščanjem.
Znameniti atrij hotela Hyatt z banjastim obokom se začne v 56. nadstropju in se razteza navzgor do 87. nadstropja. Obdan je z 28 obročastimi hodniki in stopnišči, razporejenimi v spiralo, ima premer 27 m in svetlo višino približno 115 m. Je eden najvišjih atrijev na svetu, najvišji je tisti v hotelu Burdž Al Arab.
V hotelskih nadstropjih so tudi:
- 53: Piano Bar, jazz klub
- 54: Hotelska avla in Grand Café, do katerih se iz pritličja stolpa pripelje z ekspresnim dvigalom
- 55: Canton, vrhunska kantonska restavracija, ki zaseda celotno nadstropje
- 56: Zbirka restavracij, vključno z The Grill, italijansko Cucino, japonsko Kobachi in Patio Lounge, ki je ob vznožju atrija
- 57: Club Oasis, fitnes klub s tistim, kar je bilo nekoč najvišji bazen na svetu
- 85: Najvišje nadstropje sob v hotelu in dvigala do dveh nadstropij zgoraj
- 86: Club Jin Mao, šanghajska restavracija
- 87: Cloud 9, sky bar s panoramskim razgledom

### Skywalk
Skywalk, 1520 m2 velika notranja razgledna ploščad s kapaciteto več kot 1000 ljudi, zaseda 88. nadstropje stavbe. Poleg panoramskega razgleda na Šanghaj ponuja tudi pogled na hotelski atrij spodaj. Vključuje tudi majhno pošto. Dostop je mogoč z dvema hitrima dvigaloma iz kleti, ki potujeta s hitrostjo 9,1 m/s in traja 45 sekund, da dosežeta vrh. Od leta 2009 vstopnina v 88. nadstropje stane 88 RMB za odrasle in 45 RMB za otroke. 

## Dogodki
18. februarja 2001 se je Han Čidži, 31-letni prodajalec čevljev iz province Anhui, »pod vplivom nepremišljenega impulza«, povzpel na stavbo gol in v uličnih oblačilih. Aretirali so ga s krvavečimi rokami in ga pridržali približno dva tedna.
5. oktobra 2004 je med praznovanjem državnega praznika v Šanghaju z vrha stolpa skočila večnacionalna skupina BASE skakalcev, ki jih je povabil Šanghajski športni urad. Padalo 34-letnega avstralskega skakalca Rolanda Simpsona je odpovedalo in je trčil v sosednjo stavbo. Padel je v komo in 22. oktobra v Avstraliji umrl.
V začetku leta 2007 je bila stavba osvetljena z imenom Windows Vista kot del Microsoftove marketinške kampanje za operacijski sistem.
Leta 2007 je bil francoski urbani plezalec Alain Robert, potem ko mu leta ni bilo dovoljeno plezati na stavbo, aretiran, zaprt za 5 dni in izgnan iz Kitajske zaradi nepooblaščenega vzpona in spusta, ki ga je opravil v kostumu Spider-Mana.
3. aprila 2009 je Shanda na stolpu z lasersko svetlobno predstavo oglaševala odprto beta različico igre Aion: The Tower of Eternity. Sliko, ki so jo ustvarili laserji, je bilo mogoče videti od 19.30 do 22.00 in je trajala do 12. aprila 2009.

## Galerija
- Jin Mao Tower
- Trgovski prostor stolpa Jin Mao v spodnjih nadstropjih
- Štiri mehanska nadstropja, ki tvorijo zvonik stavbe, so ponoči močno osvetljena
- SWFC in stolp Jin Mao, ki prikazujeta rešetkasto oblogo slednjega iz cevi iz aluminijeve zlitine.
- Stolp Jin Mao z gradnjo Šanghajskega svetovnega finančnega centra v ozadju
- Stolp Jin Mao, pogled s 100. nadstropja Šanghajskega svetovnega finančnega centra
- Stolp Jin Mao ponoči